# Солонець
Солоне́ць (Salicornia L.) — рід однорічних рослин родини амарантових (Amaranthaceae).

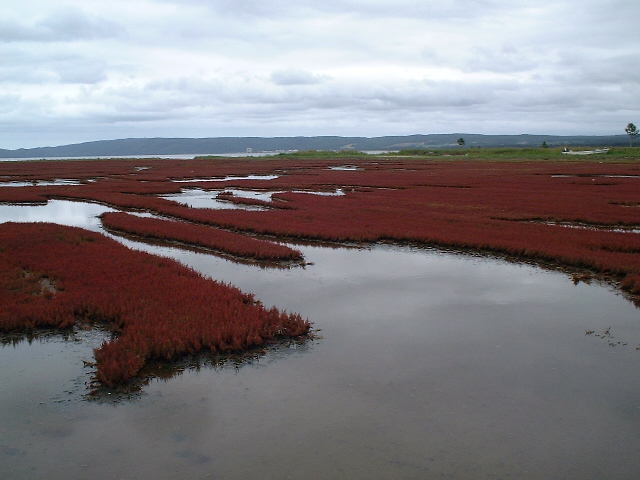
Зарості солонцю на озері

В Україні росте один вид — солонець трав'янистий (Salicornia europaea L.) — на мокрих солончаках та по морському узбережжі, у лісостепу (на південному сході), в степу і в Криму. Містить поташ. Порошок з сухої рослини має інсектицидні властивості.

## Використання
Солонець трав'янистий культивують і використовують в їжу. За консистенцією і смаком він нагадує молоді пагони спаржі або шпинату. Іноді його додають в салати в сирому вигляді, але частіше попередньо проводять термічну обробку (наприклад, відварюють або готують у мікрохвильовій печі), після чого заправляють вершковим маслом або оливковою олією. Містить в собі достатньо солі — з цієї причини його, як правило, не солять. Готову страву традиційно подають до риби або морепродуктів як гарнір.